# Els Olivars
Els Olivars, również: Els Olivars de Pau – miejscowość w Hiszpanii, w Katalonii, w prowincji Girona, w comarce Alt Empordà, w gminie Pau.
Według danych INE w 2020 roku liczyła 128 mieszkańców – 71 mężczyzn i 57 kobiet. 